# Stanhope (Fuhrwerk)

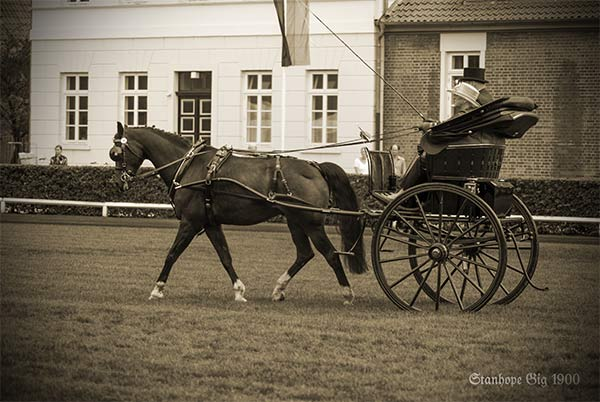
Stanhope Gig, gebaut im Jahr 1900

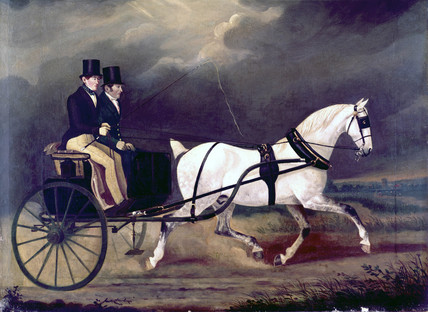
Ölgemälde eines Stanhope Gig, ca. 1815–1830

Stanhope, auch Stanhope Gig oder Tilbury, bezeichnet eine leichte, einspännige und einachsige Kutsche, eine Unterform des Gig, meist mit großen Rädern, hohem Sitz und abnehmbarem Dach. 
Der Name geht zurück auf Captain Hon. Henry FitzRoy Stanhope (ca. 1754–1828), der 1814 ein Pferdefuhrwerk dieser Bauart beim bekannten Kutschenbauer Tilbury an der Mound Street in London in Auftrag gab. Fuhrwerke dieser Bauart waren während des gesamten 19. Jahrhunderts ohne nennenswerte Veränderungen in Gebrauch. 
Tilburys wurden gerne von Personen benutzt, die oft und schnell kurze Wege zurücklegen mussten, wie Handlungsreisende, Farmer und Ärzte. Der Tilbury war bis ins frühe 20. Jahrhundert das typische Fahrzeug der Landärzte.
Stanhope bezeichnet auch eine frühe Form der Automobilkarosserie.